# 6291 Renzetti
6291 Renzetti este un asteroid din centura principală de asteroizi.

## Descriere
6291 Renzetti este un asteroid din centura principală de asteroizi. A fost descoperit pe 15 octombrie 1985 la Stația Anderson Mesa de Edward L. G. Bowell. El prezintă o orbită caracterizată de o semiaxă mare de 2,48 ua, o excentricitate de 0,22 și o înclinație de 11,5° în raport cu ecliptica.